# Коськів
Ко́ськів — село в Україні, у Ленковецькій сільській територіальній громаді Шепетівського району Хмельницької області. Населення становить 1276 осіб. Засноване 1589 року. Раніше мало назву Коснівка.

## Історія
Село, центр сільської Ради. Розташований на обох берегах річки Хомори, за 25 км від районного центру і за 11 км від залізничної станції Чотирбоки, що на лінії Старокостянтинів—Шепетівка. Населення — 1998 чоловік.
За колгоспом «40-річчя Жовтня», центральна садиба якого — у Коськові, закріплено 2,7 тис. га орної землі. Колгоспники вирощують пшеницю і цукрові буряки, займаються м’ясо-молочним тваринництвом.
Працюють середня школа, будинок культури із залом на 450 місць, бібліотека, а також фельдшерсько-акушерський пункт, пологовий будинок. За роки Радянської влади з села вийшло 272 спеціалісти різних галузей народного господарства.
Коськів (Коснівка) вперше згадується в реєстрі сіл, спалених татарами в 1589 році. 1905 року відбувся виступ селян проти місцевого поміщика. 
7 (20) листопада 1917 року, відповідно до Третього Універсалу Української Центральної Ради, увійшло до складу Української Народної Республіки.
Партійний осередок створено 1922 року.
У Коськові споруджено пам’ятник жителям села, що загинули у боротьбі проти німецько-фашистських загарбників (1941—1945 роки)."

## Населення

### Мова
Розподіл населення за рідною мовою за даними перепису 2001 року:
| Мова            | Кількість | Відсоток |
| --------------- | --------- | -------- |
| українська      | 1241      | 97.26%   |
| російська       | 33        | 2.59%    |
| болгарська      | 1         | 0.08%    |
| інші/не вказали | 1         | 0.07%    |
| Усього          | 1276      | 100%     |

## Відомі люди
- Оврашко Сергій Миколайович (Позивний «Динаміт») — боєць 24-го батальйону територіальної оборони «Айдар». Загинув поблизу села Старий Айдар.
- Руденький Сергій Анатолійович (07.04.1984 — 03.10.2022) — український військовик, учасник російсько-української війни.[3]
- Яремчук Андрій Андрійович — український кінокритик.